# Olympische Sommerspiele 2008/Kanu – Zweier-Canadier 1000 m (Männer)
Die Wettkämpfe im Zweier-Canadier über 1000 Meter bei den Olympischen Sommerspielen 2008 wurden vom 18. bis zum 22. August 2008 auf der Rennstrecke im Olympischen Ruder- und Kanupark Shunyi ausgetragen.

## Ergebnisse

### Vorläufe
Bei den zwei Vorläufen am 18. August erreichten die jeweils drei schnellsten Boote direkt das Finale; die restlichen Boote zogen in das Halbfinale ein.

#### Vorlauf 1
| Rang | Athleten                                  | Nation      | Zeit         | Bemerkung  |
| ---- | ----------------------------------------- | ----------- | ------------ | ---------- |
| 1    | Christian Gille Tomasz Wylenzek           | Deutschland | 3:40,939 min | Finale     |
| 2    | Ciprian Popa Niculae Flocea               | Rumänien    | 3:41,846 min | Finale     |
| 3    | Andrew Russell Gabriel Beauchesne-Sévigny | Kanada      | 3:43,491 min | Finale     |
| 4    | György Kozmann Tamás Kiss                 | Ungarn      | 3:46,020 min | Halbfinale |
| 5    | Bertrand Hémonic William Tchamba          | Frankreich  | 3:46,431 min | Halbfinale |
| 6    | José Everardo Cristóbal Dimas Camilo      | Mexiko      | 3:51,684 min | Halbfinale |
| 7    | Ruslan Dschalilow Petro Kruk              | Ukraine     | 4:06,744 min | Halbfinale |

#### Vorlauf 2
| Rang | Athleten                                      | Nation    | Zeit         | Bemerkung  |
| ---- | --------------------------------------------- | --------- | ------------ | ---------- |
| 1    | Andrej Bahdanowitsch Aljaksandr Bahdanowitsch | Belarus   | 3:40,369 min | Finale     |
| 2    | Serguey Torres Karel Aguilar Chacón           | Kuba      | 3:41,171 min | Finale     |
| 3    | Sergei Ulegin Alexander Kostoglod             | Russland  | 3:41,291 min | Finale     |
| 4    | Chen Zhongyun Zhang Zhiwu                     | China     | 3:41,658 min | Halbfinale |
| 5    | Wojciech Tyszyński Paweł Baraszkiewicz        | Polen     | 3:42,177 min | Halbfinale |
| 6    | Dejan Georgiew Adnan Aliew                    | Bulgarien | 3:54,111 min | Halbfinale |

### Halbfinale
Die drei schnellsten Boote des Halbfinals erreichten den Endlauf.
| Rang | Athleten                               | Nation     | Zeit         | Bemerkung |
| ---- | -------------------------------------- | ---------- | ------------ | --------- |
| 1    | Wojciech Tyszyński Paweł Baraszkiewicz | Polen      | 3:42,435 min | Finale    |
| 2    | György Kozmann Tamás Kiss              | Ungarn     | 3:42,482 min | Finale    |
| 3    | Chen Zhongyun Zhang Zhiwu              | China      | 3:42,619 min | Finale    |
| 4    | Dejan Georgiew Adnan Aliew             | Bulgarien  | 3:45,019 min |           |
| 5    | Ruslan Dschalilow Petro Kruk           | Ukraine    | 3:46,050 min |           |
| 6    | Bertrand Hémonic William Tchamba       | Frankreich | 3:48,406 min |           |
| 7    | José Everardo Cristóbal Dimas Camilo   | Mexiko     | 3:49,695 min |           |

### Finale
| Rang | Athleten                                      | Nation      | Zeit         |
| ---- | --------------------------------------------- | ----------- | ------------ |
| 1    | Andrej Bahdanowitsch Aljaksandr Bahdanowitsch | Belarus     | 3:36,365 min |
| 2    | Christian Gille Tomasz Wylenzek               | Deutschland | 3:36,588 min |
| 3    | György Kozmann Tamás Kiss                     | Ungarn      | 3:40,258 min |
| 4    | Ciprian Popa Niculae Flocea                   | Rumänien    | 3:40,342 min |
| 5    | Chen Zhongyun Zhang Zhiwu                     | China       | 3:40,593 min |
| 6    | Andrew Russell Gabriel Beauchesne-Sévigny     | Kanada      | 3:41,165 min |
| 7    | Wojciech Tyszyński Paweł Baraszkiewicz        | Polen       | 3:42,845 min |
| 8    | Sergei Ulegin Alexander Kostoglod             | Russland    | 3:44,669 min |
| 9    | Serguey Torres Karel Aguilar Chacón           | Kuba        | 3:48,877 min |